# Колубарска битка (филм)
Колубарска битка је југословенски ТВ филм из 1990. године. Режирао га је Јован Ристић, а сценарио је писао Добрица Ћосић. Истоимену позоришну представу режирао је 1983. године по Ћосићевој књизи „Време смрти” Борислав Михајловић Михиз.

## Улоге
| Глумац                  | Улога                                            |
| ----------------------- | ------------------------------------------------ |
| Михаило 'Миша' Јанкетић | генерал / војвода Живојин Мишић                  |
| Марко Тодоровић         | војвода Радомир Путник                           |
| Љубомир Богдановић      | војвода Степа Степановић                         |
| Мирко Буловић           | генерал Петар Бојовић                            |
| Тони Лауренчић          | регент престолонаследник Александар Карађорђевић |
| Миодраг Радовановић     | Никола Пашић                                     |
| Танасије Узуновић       | пуковник Стеван Хаџић                            |
| Михајло Костић          | пуковник Миливоје Анђелковић Кајафа              |
| Иван Бекјарев           | пуковник Љубомир Милић                           |
| Радован Кнежевић        | пуковник Крста Смиљанић                          |
| Гојко Шантић            | пуковник Милош Васић                             |
| Срђан Милетић           | пуковник Живко Павловић                          |
| Александар Берчек       | поручник Лука Бог                                |
| Драган Петровић         | поручник                                         |
| Жељка Цвјетан           | Јасмина Ранковић                                 |
| Иван Јагодић            | Вукашин Катић                                    |
| Дубравко Јовановић      | Иван                                             |
| Боривоје Кандић         | Сибин Милетић / Јагодинац                        |
| Предраг Лаковић         | Тола Дачић                                       |
| Жарко Лаушевић          | Алекса Дачић                                     |
| Бранка Пујић            | жена са дететом                                  |
| Анита Манчић            | девојчица                                        |
| Љиљана Међеши           | жена с гуском                                    |
| Владан Савић            | капетан Спасић                                   |
| Ирфан Менсур            | Славко                                           |
| Мило Мирановић          | Драгутин Рекалић                                 |
| Горан Даничић           | Србин у аустријској војсци                       |
| Славко Симић            | сељак                                            |